# Милашев, Владимир Аркадьевич
Влади́мир Арка́дьевич Милашев (28 декабря 1930, Ленинград, РСФСР, СССР — 22 мая 2015, Санкт-Петербург, Россия) — советский и российский геолог, доктор геолого-минералогических наук, заслуженный геолог Российской Федерации.

## Биография
В 1953 году окончил Ленинградский горный институт по специальности «Геологическая съёмка и поиски МПИ». После института работал в НИИГА (сейчас ФГБУ «ВНИИОкеангеология»). Занимался исследованиями минерагении Арктической суши.
С 1958 г. специализировался на изучении алмазных кимберлитовых месторождений и в 1961 г. защитил кандидатскую диссертацию по этой тематике.
В 1967 г. защитил диссертацию на соискание учёной степени доктора геолого-минералогических наук. В ней учёному удалось установить связь между содержанием алмазов в трубках взрыва и химическим составом кимберлитов и установить их концентрическую зональность.

## Научная деятельность
Специалист в области кимберлитового магматизма и геологии месторождений алмазов, автор более 180 публикаций, в том числе 28 монографий, часть из которых переиздана на английском, французском и немецком языках. Самой известной научно-популярной его книгой является «Алмаз. Легенды и действительность», впервые изданная в 1981 году. Последней его монографией стала «Эволюция кимберлитового магматизма».
Автор научно-популярных книг и статей об алмазах, специалист в области алмазных кимберлитовых месторождений, научный консультант отдела геологии ТПИ Арктики ФГБУ «ВНИИОкеангеология». Входил в состав Диссертационного Совета Д 216.001.01 при ФГУП Всероссийский научно-исследовательский геологический институт им. А. П. Карпинского (ВСЕГЕИ).

### Публикации
Книги
- Милашев В. А. Трубки взрыва. — Л.: Недра, 1984. — 268 с.
- Милашев В. А. Структуры кимберлитовых полей. — Л.: Недра, 1979. — 183 с.
- Милашев В. А. Физико-химические условия образования кимберлитов. — Л.: Недра, 1972. — 176 с.
- Милашев В. А. Среда и процессы образования природных алмазов. — СПб.: Недра, 1994. — 144 с. — ISBN 5-247-03529-1.
- Милашев В. А. Петрохимия кимберлитов Якутии и факторы их алмазоносности. Ленинград : Недра, 1965. 160 с. (Труды Научно-исследовательского института геологии Арктики Государственного геологического комитета СССР; Т. 39).
- Милашев В. А. Алмаз: Легенды и действительность. — Л.: Недра. Ленингр. отд-ние, 1976. — 113 с.
- Милашев В. А. Алмаз. Легенды и действительность. — 2-е изд., перераб. и доп.. — Л.: Недра, 1981. — 161 с.
- Милашев В. А. Алмаз. Легенды и действительность. — 3-е изд., перераб. и доп.. — Л.: Недра, 1989. — 159 с. — ISBN 5-247-00831-6.
- Милашев В. А. Геология кимберлитов. — СПб.: ВНИИОкеангеология, 2010. — 334 с. — ISBN 978-5-88994-097-5.
- Милашев В. А. Энергетические аспекты образования кимберлитов. — СПб.: ВНИИОкеангеология, 2004. — 102 с. — ISBN 5-88994-054-6.
- Милашев В. А. Кимберлиты и глубинная геология. — Ленинград, 1990. — 166 с. — ISBN 5-247-00918-5.
- Милашев В. А., Третьякова Ю. В. Режим и факторы образования кимберлитов. — СПб., 2003. — 112 с. — ISBN 5-86443-097-8.
- Милашев В. А. Введение в геологию коренных месторождений алмазов. — СПб.: ВНИИОкеангеология, 2007. — 141 с. — ISBN 978-5-88994-076-0.
- Милашев В. А. Алмаз: Легенды и действительность. — Изд. стереотип. — М.: URSS, 2015. — 176 с. — ISBN 978-5-382-01591-0.

Статьи
- Милашев В. А., Шульгина Н. И. Новые данные о возрасте кимберлитов Сибирской платформы // Доклады Академии наук СССР. — 1959. — Т. 126, № 6. — С. 1320—1322.
- Милашев В. А. Парагенетические ассоциации вторичных породообразующих минералов в кимберлитовых породах // Геохимия. — 1963. — № 6. — С. 557—564.
- Милашев В. А., Розенберг В. И. Структура коры и размещение кимберлитов Сибирской платформы // Геология и геофизика. — 1974. — Т. 15, № 1. — С. 61—73.
- Милашев В. А. Петрохимическая характеристика кимберлитовых пород (на примере пород Анабаро-Оленёкского района) // Геология и геофизика. — 1964. — Т. 5, № 3. — С. 138—142.
- Милашев В. А. Термин «кимберлит» и классификация кимберлитовых пород // Геология и геофизика. — 1963. — Т. 4, № 4. — С. 42—52.
- Милашев В. А. История познания, терминологические аспекты и современная систематика кимберлитовых пород // Геология и геофизика. — 1991. — № 6. — С. 26—34.
- Милашев В. А. Родственные включения в кимберлитовой трубке «Обнажённая» // Записки Всесоюзного минералогического общества. — 1960. — Т. 89, № 3. — С. 284—299.
- Милашев В. А. Геолого-генетическая типизация коренных источников алмаза // Советская геология. — 1989. — № 10. — С. 34—40.
- Милашев В. А. Применение структурного анализа к кимберлитовым телам // Геология и геофизика. — 1960. — Т. 1, № 6. — С. 49—59.
- Милашев В. А., Соколова В. П. Мегатрещиноватость земной коры и структурные границы кимберлитовых полей // Геология и геофизика. — 1984. — Т. 25, № 10. — С. 133—140.

## Награды
- 2008 — Заслуженный геолог Российской Федерации[4]
- 2012 — Премия имени А. П. Карпинского, за разработку теоретических основ и практических методов прогноза алмазных месторождений[5][6]
- 2013 — Почётный разведчик недр[7]
- Медаль имени А. Е. Ферсмана «За заслуги в геологии»